# Approach
De approach is een term uit de sport golf. Met de approach wordt de laatste lange slag bedoeld, die gedaan wordt naar de green. Het betreft hier dan een slag van een grotere afstand dan ongeveer 70 meter van de green af. Voor de betere spelers is dit bij een par 5 hole meestal de tweede of derde slag en bij een par 4 de tweede. Is de afstand tot de vlag korter, dan spreekt men van een pitch (slag met een boog) of van een chip (vlakke slag).